# 維克托崖
85°20′S 119°12′W / 85.333°S 119.200°W
維克托崖（英語：Victor Cliff）是南極洲的山崖，位於瑪麗伯德地，屬於霍利克山脈的一部分，美國地質調查局根據測量和該國海軍的空中照片繪入地圖，現時由南極條約體系管理。